# Comtat de Kessel
Kessel fou un comtat del Sacre Imperi a l'oest del riu Maas, al sud-oest de Venlo, a la moderna província de Limburg (Països Baixos). El comte Enric apareix esmentat en una donació de Lotari de Supplinburg a Sant Cunibert de Colònia el 10 de febrer de 1129, on Enric fou testimoni junt amb altres diversos comtes con els de Jülich i de Berg; deu anys després apareix com a testimoni en una carta de confirmació de l'arquebisbe de Colònia del 1139. Posteriorment, el mateix 1139, ja apareix un comte de nom Walter com a testimoni en una altra donació; tornà a ser testimoni el 5 de març de 1143 i el 1144; després ja no s'esmenta més però és possible que encara fos comte durant uns anys. En carta del 1141 apareix un Enric (II) comte de Kesle. Més tard apareix Enric (III) en cartes del 1172 i 1188; es va casar amb Albarada de Cuyk (fill d'Hendrik de Cuyk) la qual més tard es va casar a Dirk II senyor de Voorne i burggravi de Zelanda. Va morir vers 1189 i el va succeir el seu fill Enric IV casat amb Udelilda filla d'Eberard II de Hengebach i de Judit o Jutta de Jülich, mort després del 5 de setembre del 1219. El va succeir el seu fill Guillem que va morir després del 14 de setembre de 1263 i el va succeir el seu fill Enric V, que va declarar la guerra a l'arquebisbe Sigfrid de Colònia el 8 d'abril de 1277. El 1279 el comte, que no tenia successió, va vendre el comtat, el castell i tots els drets al comte de Gueldre. Va morir vers el 1287 (el 27 d'abril de 1288 era mort però el 15 de setembre de 1285 era viu); es va casar amb Gertrud filla d'Hildiger de Stessen i després en segones noces amb Lisa de Virneburg fill d'Enric comte de Virneburg 

## Llista de comtes
- Enric I vers 1100-1139
- Walter 1139-1140
- Enric II 1140-1142
- Walter 1142-1160/1170
- Enric III vers 1160/1170-1189
- Enric IV 1189-1220
- Guillem 1220-1263
- Enric V 1263-1279 (+1287)
- Venut a Gueldre 1279